# Kanton Aguarico
Der Kanton Aguarico befindet sich in der Provinz Orellana im Nordosten von Ecuador. Er besitzt eine Fläche von 11.260 km². Im Jahr 2022 lag die Einwohnerzahl bei rund 6900. Verwaltungssitz des Kantons ist die Ortschaft Tiputini.

## Lage
Der Kanton Aguarico liegt im Osten der Provinz Orellana. Das Gebiet liegt im Amazonastiefland. Der Río Napo durchquert den Norden des Kantons. Der Río Cononaco begrenzt den Kanton im Süden. Der Río Yasuní durchquert den zentralen Teil des Kantons und mündet an der peruanischen Grenze in den Río Napo.
Der Kanton Aguarico grenzt im Osten an Peru, im Süden an die Provinz Pastaza, im Westen an den Kanton Francisco de Orellana sowie im Norden an die Provinz Sucumbíos.

## Verwaltungsgliederung
Der Kanton Aguarico ist in die Parroquias urbanas („städtisches Kirchspiel“)
- Nuevo Rocafuerte
- Tiputini

und in die Parroquias rurales („ländliches Kirchspiel“)
- Capitán Augusto Rivadeneira
- Cononaco
- Santa María de Huiririma
- Yasuní

gegliedert.

## Geschichte
Der Kanton Aguarico wurde am 19. August 1925 mit Sitz in Rocafuerte eingerichtet. Während der peruanischen Invasion in Ecuador im Jahr 1941 wurde Rocafuerte von der peruanischen Armee eingenommen, nachdem sie am 11. August desselben Jahres die ecuadorianische Militärgarnison besiegt hatte. Infolge des bewaffneten Konflikts wurden fast alle Kautschukplantagen aufgegeben und nach dem Verlust eines Teils des Territoriums einschließlich der Stadt Rocafuerte (heute Cabo Pantoja). Im Jahr 1955 wurde Nuevo Rocafuerte gegründet und Sitz der Kantonsverwaltung. Am 8. September 2001 verlegte der damalige Alcalde Cox den Verwaltungssitz nach Tiputini. Bei einem Referendum am 8. Juni 2008 wurde der neue Verwaltungssitz bestätigt. 
Entwicklung der Einwohnerzahl im Kanton Aguarico bei landesweiten Volkszählungen zum jeweiligen Gebietsstand:
| Jahr                    | Einwohner | +/-    |
| ----------------------- | --------- | ------ |
| 1950                    | 2.677     | –      |
| 1962                    | 3.990     | 49 %   |
| 1974                    | 2.914     | −27 %  |
| 1982                    | 3.241     | 11,2 % |
| 1990                    | 3.150     | −2,8 % |
| 2001                    | 4.658     | 47,9 % |
| 2010                    | 4.847     | 4,1 %  |
| 2022                    | 6.872     | 41,8 % |
| Datenherkunft: Wikidata |           |        |

## Ökologie
Ein Großteil des Kantons liegt im Nationalpark Yasuní. Im äußersten Norden befindet sich das Schutzgebiet Reserva de Producción de Fauna Cuyabeno.